# 铜钱树
铜钱树（学名：Paliurus hemsleyanus）为鼠李科马甲子属下的一个种。

## 扩展阅读
- 維基物種上的相關：铜钱树